# Planodes encaustus
Planodes encaustus là một loài bọ cánh cứng trong họ Cerambycidae.